# Fortuna '54 in het seizoen 1954/55
Het seizoen 1954/1955 was het eerste jaar in het bestaan van de Geleense betaaldvoetbalclub Fortuna '54. De club kwam uit in de Nederlandse Eerste klasse B en eindigde daarin op de derde plaats, dit betekende dat de club in het nieuwe seizoen uitkwam op het hoogste voetbalniveau.

## Wedstrijdstatistieken

### NBVB(afgebroken)
|       | Alkmaar '54 | Amsterdam | Den Haag | De Graafschap | Rapid '54 | Rotterdam | Twentse Profs | Utrecht | Venlo '54 |
| ----- | ----------- | --------- | -------- | ------------- | --------- | --------- | ------------- | ------- | --------- |
| Thuis | 3 – 3       | 2 – 1     | –        | –             | 4 – 1     | 2 – 1     | –             | 6 – 3   | –         |
| Uit   | –           | –         | 1 – 2    | 3 – 0         | 2 – 2     | –         | 0 – 2         | 4 – 4   | 2 – 3     |

### Eerste klasse B
|       | ADO   | Brabantia | DWS   | EDO   | Elinkwijk | Heerenveen | Heracles | Rigtersbleek | Sittardia | Sparta | SVV   | Wageningen | Willem II |
| ----- | ----- | --------- | ----- | ----- | --------- | ---------- | -------- | ------------ | --------- | ------ | ----- | ---------- | --------- |
| Thuis | 2 – 3 | 1 – 1     | 0 – 0 | 3 – 0 | 2 – 0     | 4 – 0      | 3 – 1    | 0 – 1        | 1 – 3     | 1 – 0  | 3 – 2 | 2 – 1      | 2 – 4     |
| Uit   | 0 – 1 | 0 – 1     | 0 – 0 | 1 – 2 | 3 – 1     | 1 – 4      | 3 – 2    | 1 – 3        | 3 – 1     | 2 – 2  | 2 – 2 | 0 – 3      | 6 – 0     |

## Statistieken Fortuna '54 1954/1955

### Eindstand Fortuna '54 in de Nederlandse Eerste klasse B 1954 / 1955
| Stand | Gespeeld | Gewonnen | Gelijk | Verloren | Punten | Doelpunten voor | Doelpunten tegen |
| ----- | -------- | -------- | ------ | -------- | ------ | --------------- | ---------------- |
| 3e    | 26       | 13       | 5      | 8        | 31     | 46              | 38               |

### Eindstand Fortuna '54 in de Nederlandse NBVB 1954 / 1955 (afgebroken)
| Stand | Gespeeld | Gewonnen | Gelijk | Verloren | Punten | Doelpunten voor | Doelpunten tegen |
| ----- | -------- | -------- | ------ | -------- | ------ | --------------- | ---------------- |
| 1e    | 11       | 7        | 3      | 1        | 17     | 30              | 21               |

### Topscorers
| #              | Naam                         | Goal |
| -------------- | ---------------------------- | ---- |
| 1.             | Henk Angenent                | 23   |
| 2.             | André Ravestijn              | 9    |
| 3.             | Leo Kleintjens               | 3    |
| 3.             | Jan Notermans                | 3    |
| 5.             | Jo Dingena                   | 2    |
| 5.             | André Hofman                 | 2    |
| 5.             | Wim Huis                     | 2    |
| 8.             | Arie Pieneman                | 1    |
| Eigen doelpunt |                              |      |
| 1.             | Cor van Kilsdonk (Elinkwijk) | 1    |
| Totaal         | Totaal                       | 46   |

| #              | Naam                    | Goal |
| -------------- | ----------------------- | ---- |
| 1.             | Jo Dingena              | 12   |
| 2.             | Henk Angenent           | 8    |
| 3.             | André Hofman            | 3    |
| 4.             | Wim Huis                | 2    |
| 4.             | André Ravestijn         | 2    |
| 6.             | Frans Maessen           | 1    |
| 6.             | Jan Notermans           | 1    |
| Eigen doelpunt |                         |      |
| 1.             | Bertus Sluijk (Utrecht) | 1    |
| Totaal         | Totaal                  | 30   |

### Spelers
Spelers die deelnamen aan NBVB-competitie:
- Henk Angenent (SC Emma)
- Jo Dingena (Ammelie)
- Wim Dormans (MVV)
- Cor van der Hart (Lille/Fra)
- André Hofman (Alès/Fra)
- Wim Huis (Ajax)
- Jan Looijen (Ajax)
- Frans Maessen (Maurits)
- Frans de Munck (FC Köln/Dui)
- Jan Notermans (Sittardia)
- Arie Pieneman (SC Emma)
- Guus Rabuda (Bleijerheide)
- André Ravestijn (MVV)
- Jeu Voncken (Bleijerheide)
- Nico Vrancken (De Ster)
- Heinz Vroomen (Bleijerheide)